# Spirituals (album)
Spirituals è il quarto album in studio della cantante statunitense Santigold, pubblicato nel 2022.

## Tracce
1. My Horror – 2:36
2. Nothing – 2:49
3. High Priestess – 3:13
4. Ushers of the New World – 3:28
5. Witness – 2:35
6. Shake – 1:41
7. The Lasty – 2:41
8. No Paradise – 3:59
9. Ain't Ready – 3:26
10. Fall First – 4:09